# 熊本県立阿蘇高等学校
熊本県立阿蘇高等学校（くまもとけんりつ あそこうとうがっこう）は、熊本県阿蘇市にあった公立高等学校。2010年4月阿蘇清峰高等学校と統合されて熊本県立阿蘇中央高等学校となり、2012年3月末に最後の卒業生を送り出し閉校。

## 沿革
- 1923年（大正12年） - 創立。
- 1948年（昭和23年）
  - 熊本県小国高等女学校が県営に移管され小国分校となる。
  - 高森分校、白水分校が設置される。
- 1949年（昭和24年） - 白水分校を高森分校に合併。
- 1951年（昭和26年） - 小国分校を熊本県立小国高等学校として独立させる。
- 1952年（昭和27年） - 高森分校を定時制から全日制に改め、高森分室と改称。
- 1953年（昭和28年） - 高森分室を熊本県立高森高等学校として独立させる。
- 2003年（平成15年） - 国際観光科を商業科へ統合。
- 2010年（平成22年） - 熊本県立阿蘇清峰高等学校と統合し熊本県立阿蘇中央高等学校となる。
- 2012年（平成24年）3月31日 - 閉校。

## 設置学科
- クラス編成

普通科 - 定員160名
商業科（情報ビジネスコース） - 定員20名
商業科（国際観光コース） - 定員20名

### 過去の分校・分室
- 小国分校 - 熊本県立小国高等学校として独立
- 高森分室 - 熊本県立高森高等学校として独立
  - 高森分校 - 定時制。全日制になった際に分室となる
  - 白水分校 - 定時制。高森分校に合併される。

## 部活動
剣道部（特に女子）と柔道部女子が全国でも屈指の強豪校である。柔道部女子は、高校柔道三大大会を全て制覇している。
- 剣道部
  - 玉竜旗高校剣道大会において、男子団体戦で1999年に優勝、女子団体戦で史上最多の10度優勝を誇る。
  - インターハイ
  - 熊本県高校総体において、2006年に女子団体17連覇を達成。
- 柔道部
  - 金鷲旗高校柔道大会女子団体戦において、2011年に優勝。
  - 全国高等学校総合体育大会柔道競技大会女子団体戦において、2008年に優勝。
  - 全国高等学校柔道選手権大会女子団体戦において、2008年に優勝。

## 交通
- JR九州豊肥本線：宮地駅

## 出身者
- 二宮美穂（元柔道選手） - 1993年度卒
- 佐藤和宏（元プロ野球選手） - 1995年度卒
- 菊池真琴（プロボクシング選手） - 2005年度卒
- 緒方亜香里（柔道選手） - 2008年度卒
- 山本小百合（柔道選手） [1]- 2008年度卒
- 吉村静織（柔道選手） - 2011年度卒（阿蘇高校最後の卒業生）